# Jüdischer Friedhof La Boisse
| Gedenkstätte                                                                        | Gedenkstätte |
| ----------------------------------------------------------------------------------- | ------------ |
| Jüdische Gedenkstätte La Boisse (Mémorial juif de La Boisse – לִקְדוֹשִׁים אֲשֶׁר-בָּאָרֶץ הֵמָּה) |              |
| Land:                                                                               | Frankreich   |
| Region:                                                                             | Ain          |
| Ort:                                                                                | La Boisse    |
| Einweihung:                                                                         | 1970         |

Der Jüdische Friedhof La Boisse (französisch Cimetière juif de La Boisse) ist ein Friedhof. Er ist auch eine Gedenkstätte zu Ehren der ins KZ Auschwitz-Birkenau deportierten und ermordeten Opfer. Die Gedenkstätte befindet sich in La Boisse (nahe der Grenzlinie zu Niévroz) im Département Ain in Frankreich.

## Die Gedenkstätte
Die Gedenkstätte ist gewidmet

« aux saints qui sont sur la terre »

„den Heilgen auf Erden“

wie es hebräisch לִקְדוֹשִׁים אֲשֶׁר-בָּאָרֶץ הֵמָּה auf dem Frontgiebel der Gedenkstätte geschrieben steht. Das ist ein direkter Bezug auf den Psalm 16, Vers 3 in der Bibel, hier hebräisch.
Die Gedenkstätte wird auch Mémorial Jacques-Dreyfus genannt zur Erinnerung an Jacques Dreyfus (1915–1980), den Präsidenten der Vereinigung Rhône-Alpes (président du consistoire Rhône-Alpes).

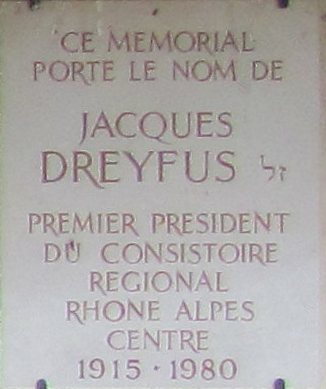
Tafel in der jüdischen Gedenkstätte La Boisse zur Erinnerung an Jacques Dreyfus.
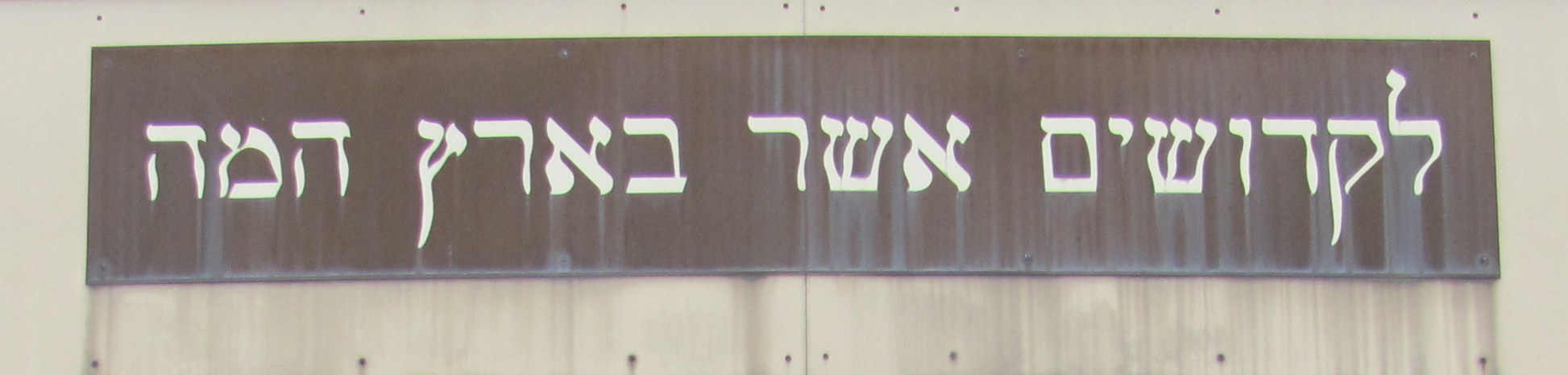
Frontgiebel der jüdischen Gedenkstätte La Boisse.
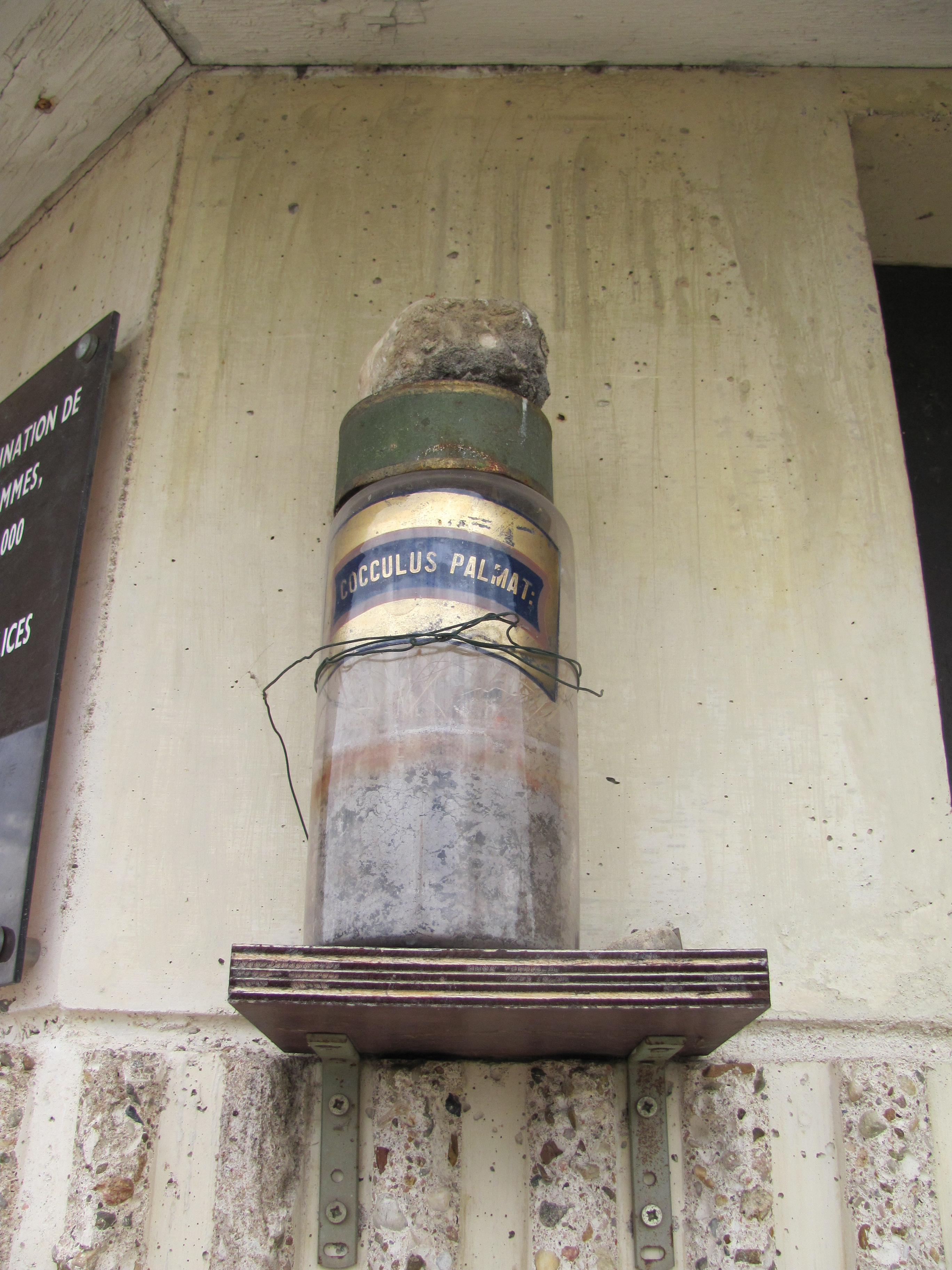
Die Urne in der jüdischen Gedenkstätte La Boisse mit Erde und Asche vom Vernichtungslager Birkenau.

## Zum Gedenken an die Opfer von Auschwitz-Birkenau

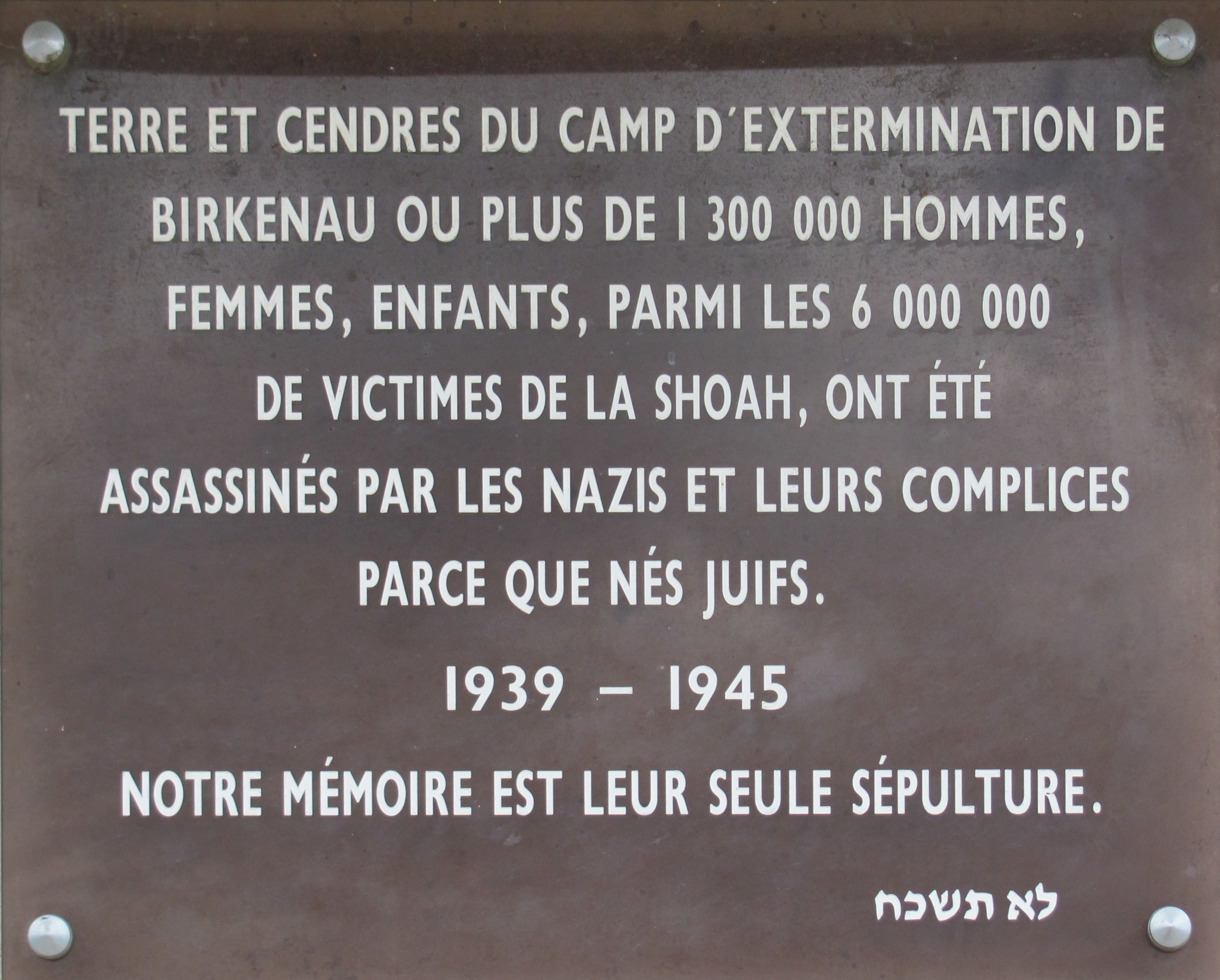
Gedenktafel in La Boisse, Frankreich zur Erinnerung an die in Auschwitz ermordeten Juden.

Auf der Gedenktafel am Eingang zur Gedenkstätte steht auf Französisch geschrieben:
Terre et cendres du camp d’extermination de

Birkenau ou plus de 1.300.000 hommes,

femmes, enfants parmi les 6.000.000

de victimes de la Shoah, ont été

assassinés par les nazis et leurs complices,

parce que nés Juifs.

1939 – 1945

Notre mémoire est leur seule sépulture.

„Erde und Asche aus dem Vernichtungslager KZ Auschwitz-Birkenau, in dem mehr als 1.300.000 Männer, Frauen, Kinder der insgesamt 6.000.000 Opfer des Holocausts (Shoah) durch die Nationalsozialisten und ihre Helfer ermordet wurden, weil sie als Juden geboren wurden.
1939 − 1945
Unser Gedenken ist ihre einzige Grabstätte.“

(Der hebräische Text bedeutet auf Deutsch: Vergiss nicht.)